# Dioscorea platycolpota
Dioscorea platycolpota là một loài thực vật có hoa trong họ Dioscoreaceae. Loài này được Uline ex B.L.Rob. mô tả khoa học đầu tiên năm 1900.